# Campionato d'Asia per club 1991
Il Campionato d'Asia per club 1991-1992 è stata l'11ª edizione del massimo torneo calcistico asiatico per squadre di club maggiori maschili.
Per la prima volta nella storia della competizione il torneo fu vinto da una squadra saudita: l'Al-Hilal ottenne il titolo di Campione d'Asia dopo aver sconfitto ai rigori i campioni in carica dell'Esteghlal.

## Formato
Il torneo viene suddiviso in tre fasi: dopo un turno preliminare ad eliminazione diretta, le qualificate vengono ripartite equamente in due gironi dove le prime e le seconde si qualificano alle semifinali, organizzate con sfide incrociate. Le vincenti hanno accesso alla finale per il primo posto mentre le perdenti a quella per il terzo posto. Tutte le gare si sono svolte a Doha, nel dicembre 1991.

## Squadre partecipanti
- Al-Hilal
- West Riffa
- Mohammedan
- Liaoning
- April 25
- Al-Shabab
- Yomiuri
- South China
- Al-Jahra
- Al-Ansar

- Pelita Jaya
- Esteghlal
- Sporting de Macau
- New Radiant
- Al-Oruba
- WAPDA
- Al-Rayyan
- Geylang International
- Port Authority
- Al-Tilal

## Risultati

### Primo turno
| Squadra 1             | Totale | Squadra 2         | Andata | Ritorno           |
| --------------------- | ------ | ----------------- | ------ | ----------------- |
| Al-Rayyan             | 5 - 2  | Al-Oruba          | 4 - 2  | 1 - 0             |
| Al-Hilal              | 3 - 1  | Al-Jahra          | 2 - 0  | 1 - 1             |
| Al-Shabab             | 4 - 2  | Al-Ansar          | 3 - 1  | 1 - 1             |
| West Riffa            | 1 - 1  | Al-Tilal          | 1 - 0  | 0 - 1 4 - 5 (dcr) |
| Mohammedan            | 5 - 0  | WAPDA             | 5 - 0  | 0 - 0             |
| April 25              | 3 - 2  | Liaoning          | 0 - 1  | 3 - 1             |
| South China           | 14 - 1 | Sporting de Macau | 9 - 1  | 5 - 0             |
| Geylang International | 4 - 3  | Pelita Jaya       | 1 - 2  | 2 - 2             |

- Al-Rayyan,  Al-Hilal,  Al-Shabab,  Port Authority e  April 25 si qualificano automaticamente alla fase a gironi.
- Geylang International si ritira dalla competizione.[1]

### Secondo turno
| Squadra 1  | Totale | Squadra 2   | Andata | Ritorno |
| ---------- | ------ | ----------- | ------ | ------- |
| Esteghlal  | 5 - 0  | Al-Tilal    | 0 - 0  | 5 - 0   |
| Mohammedan | 5 - 0  | New Radiant | 5 - 0  | 0 - 0   |
| Yomiuri    | 3 - 2  | South China | 0 - 1  | 3 - 1   |

### Fase a gironi
- Yomiuri si ritira dalla competizione

#### Gruppo A
| Squadra        | P.ti | G | V | P | S | RF | RS | DR |
| -------------- | ---- | - | - | - | - | -- | -- | -- |
| Al-Rayyan      | 6    | 3 | 3 | 0 | 0 | 8  | 3  | +5 |
| Al-Shabab      | 4    | 3 | 2 | 0 | 1 | 6  | 4  | +2 |
| Port Authority | 2    | 3 | 1 | 0 | 2 | 6  | 7  | -1 |
| Mohammedan     | 0    | 3 | 0 | 0 | 3 | 3  | 9  | -6 |

| Doha 12 dicembre 1991 | Al-Rayyan | 3 – 1 | Port Authority |  |

| Doha 12 dicembre 1991 | Al-Shabab | 2 – 1 | Mohammedan |  |

| Doha 14 dicembre 1991 | Port Authority | 4 – 1 | Mohammedan |  |

| Doha 14 dicembre 1991 | Al-Rayyan | 2 – 1 | Al-Shabab |  |

| Doha 16 dicembre 1991 | Al-Rayyan | 3 – 1 | Mohammedan |  |

| Doha 16 dicembre 1991 | Al-Shabab | 3 – 1 | Port Authority |  |

#### Gruppo B
| Squadra   | P.ti | G | V | P | S | RF | RS | DR |
| --------- | ---- | - | - | - | - | -- | -- | -- |
| Al-Hilal  | 4    | 2 | 2 | 0 | 0 | 3  | 0  | +3 |
| Esteghlal | 1    | 2 | 0 | 1 | 1 | 1  | 2  | -1 |
| April 25  | 1    | 2 | 0 | 1 | 1 | 1  | 3  | -2 |

| Doha 13 dicembre 1991 | Al-Hilal | 2 – 0 | April 25 |  |

| Doha 15 dicembre 1991 | Al-Hilal | 1 – 0 | Esteghlal |  |

| Doha 17 dicembre 1991 | Esteghlal | 1 – 1 | April 25 |  |

### Fase ad eliminazione diretta

#### Semifinali
| Doha 20 dicembre 1991 | Al-Hilal | 1 – 0 | Al-Shabab |  |

| Doha 20 dicembre 1991 | Esteghlal | 2 – 1 | Al-Rayyan |  |

#### Finale per il terzo posto
| Doha 22 dicembre 1991 | Al-Shabab | 2 – 2 (6 dcr 7) | Al-Rayyan |  |

#### Finale per il primo posto
| Doha 22 dicembre 1991                                                                       | Al-Hilal             | 1 – 1 (d.t.s.) | Esteghlal |  |
| \| \| \| \| \| Al-Habashi 73’ \| Marcatori \| 58’ Abbas \| \| \| Tiri di rigore 4 – 3 \| \| |                      |                |           |  |
|                                                                                             |                      |                |           |  |
| Al-Habashi 73’                                                                              | Marcatori            | 58’ Abbas      |           |  |
|                                                                                             | Tiri di rigore 4 – 3 |                |           |  |